# Adrian Curiel
Adrian Curiel est un boxeur mexicain né le 12 janvier 1999 à Mexico.

## Carrière
Passé professionnel en 2016, il devient champion du monde des poids mi-mouches IBF le 4 novembre 2023 en battant par KO au second round Sivenathi Nontshinga. Curiel est en revanche battu par arrêt de l’arbitre au 10e round lors du combat revanche le 16 février 2024.

## Référence
1. ↑  (en) Adrian Curiel Scores Shocking One-Punch KO of Sivenathi Nontshinga in Two, Captures IBF TItle (sanluisobispo.com)